# بلک ادر
بلک اَدر (انگلیسی: The Black Adder) فصل اول از مجموعهٔ تلویزیونی بلک‌ادر است که یک کمدی موقعیت بریتانیایی است و در سال ۱۹۸۳ میلادی از شبکهٔ بی‌بی‌سی وان پخش شد.
داستان این سریال در ۱۴۸۵ میلادی و در انگلستان در قرون وسطی رخ می‌دهد و نوعی بازسازی حدسی تاریخی از پیروزی ریچارد سوم در نبرد بازورث فیلد و ترور او و جانشینی‌اش توسط ریچارد چهارم (یکی از شاهزادگان در برج) است.
با آنکه این سریال برندهٔ جایزه امی شد، اما عموماً آن را ضعیف‌ترین فصل از مجموعه‌سریالِ بلک‌ادر می‌دانند و حتی خالقان آن نیز بر چنین عقیده‌ای هستند.